# Ruth Randall Edström
Ruth Mirian Edstrom (24 giugno 1867 – 15 ottobre 1944) è stata un'attivista statunitense per i diritti delle donne. Partecipò al congresso internazionale delle donne nel 1915. È stata la moglie di Johannes Sigfrid Edström.

## Primi anni di vita
Ruth Randall era la più anziana di sette sorelle. La famiglia si trasferì a Chicago nel 1870.
Nel 1871 un incendio distrusse gran parte della città, tra cui il negozio della sua famiglia mentre la casa dove viveva Ruth si salvò dalle fiamme. 
Una volta adulta, iniziò a lavorare alla Unity Chapel che apparteneva alla All Souls Unitarian Church.
Ruth divenne un'insegnante di religione alla Unitarian Church ed ebbe poi un lavoro come insegnante alla Forest Ville di Chicago.
Ruth si sposò con Johannes Sigfrid Edström il 24 giugno 1899. Divenne amica degli scrittori Ralph Waldo Emerson e Robert Browning.